# Menjagrà de l'Iberá
El menjagrà de l'Iberá (Sporophila iberaensis) és un ocell de la família dels tràupids (Thraupidae) descrit en 2016 i encara no reconegut a la classificació del Congrés Ornitològic Internacional

## Hàbitat i distribució
Habita una zona d'aiguamolls (los Esteros de Iberá) de la província de Corrientes, al nord de l'Argentina